# Andrzej Niewczas
Andrzej Niewczas (ur. 1947 w Mircu) – polski inżynier, specjalista w dziedzinie budowy i eksploatacji maszyn, ukierunkowany na zagadnienia związane z trwałością i niezawodnością silników spalinowych, transportem samochodowym i stochastycznymi modelami zużywania tribologicznego. Związany jest z Politechniką Lubelską, gdzie pełni obowiązki profesora zwyczajnego, kierownika Katedry Silników Spalinowych oraz dziekana Wydziału Mechanicznego.

## Życiorys
Andrzej Niewczas urodził się 8 września 1947 roku w miejscowości Mirzec, położonej w pobliżu Starachowic. W roku 1970 ukończył studia na Wydziale Elektroniki Politechniki Warszawskiej, uzyskując tytuł magistra inżyniera w specjalności elektronika jądrowa. Siedem lat później, w 1977 roku, uzyskał na tej samej uczelni stopień doktora nauk technicznych na podstawie rozprawy zatytułowanej „Radioizotopowa metoda pomiaru zużycia niektórych części silnika samochodowego”. W 1990 roku na Wydziale Maszyn Roboczych i Pojazdów Politechniki Poznańskiej otrzymał stopień doktora habilitowanego w dyscyplinie budowa i eksploatacja maszyn. W 1999 roku uzyskał tytuł naukowy profesora, a w 2001 roku otrzymał stanowisko profesora zwyczajnego.
Bezpośrednio po ukończeniu studiów podjął pracę w Zakładzie Doświadczalnym Fabryki Samochodów Ciężarowych w Starachowicach, pełniąc funkcję pracownika badań w Dziale Silników. W 1978 roku rozpoczął działalność naukowo-dydaktyczną w ówczesnej Wyższej Szkole Inżynierskiej w Radomiu (późniejszej Politechnice Radomskiej), obejmując stanowisko adiunkta i kierownika Zakładu Niezawodności i Odnowy Pojazdów. W okresie 1987–1991 pracował jako docent kontraktowy, równocześnie pełniąc funkcję prodziekana Wydziału Mechanicznego. Od 1992 roku jest związany z Politechniką Lubelską, gdzie objął stanowisko profesora. W 1999 roku powierzono mu funkcję dziekana Wydziału Mechanicznego na kadencję 1999–2002, a w 2002 roku – na kadencję 2002–2005. Dodatkowo pracował jako wykładowca w Wyższej Szkole Ekonomii i Innowacji w Lublinie, gdzie był współorganizatorem, a następnie dziekanem Wydziału Transportu i Informatyki.
Wypromował 15 doktorów, opiekował się również wieloma habilitantami.
Na przestrzeni lat realizował liczne projekty badawcze przy współpracy z sektorem przemysłowym (m.in. FSC „Star” w Starachowicach). Specjalizował się w rozwoju konstrukcji elementów silników, a także w pracach związanych z doskonaleniem technologii produkcji oraz eksploatacji pojazdów. Jest uznanym ekspertem w dziedzinie monitorowania emisji spalin i wpływu motoryzacji na środowisko.

## Publikacje
Zainteresowania naukowe profesora Andrzeja Niewczasa koncentrują się przede wszystkim na trwałości i niezawodności oraz diagnostyce silników spalinowych. Prowadzi badania zarówno teoretyczne, jak i empiryczne, skupiając się na podstawach procesów zużycia w silnikach. Jest autorem przeszło 150 publikacji naukowych, w tym ośmiu monografii, między innymi:
- Niewczas A.: „Trwałość zespołu tłok-pierścienie tłokowe-cylinder silnika spalinowego”, WNT, Warszawa 1998,
- Niewczas A.: „Modelowanie zużycia i ocena niezawodności silników spalinowych”, Wydawnictwa Politechniki Lubelskiej 1998,
- Niewczas A., Czerniec M., Ignaciuk P.: „Badania trwałości elementów maszyn współpracująco tarciowo”, IZT, Lublin 2000.

Profesor Niewczas może się pochwalić znaczącym dorobkiem we współpracy z przemysłem – zrealizował kilkadziesiąt prac badawczych związanych głównie z udoskonalaniem konstrukcji elementów silników, podnoszeniem jakości ich wytwarzania oraz monitorowaniem zanieczyszczeń motoryzacyjnych na terenie Lubelszczyzny.

## Członkostwo w instytucjach naukowych
Uczestniczy czynnie w działalności różnych organizacji naukowych i inżynierskich.
Jest członkiem Amerykańskiego Towarzystwa Inżynierów Samochodowych (SAE), Lubelskiego Towarzystwa Naukowego oraz pełni funkcję prezesa Polskiego Naukowo-Technicznego Towarzystwa Eksploatacyjnego. Należy do komisji Polskiej Akademii Nauk (PAN):
- Komitetu Budowy Maszyn – Sekcja Podstaw Eksploatacji,
- Komitetu Transportu – Sekcja Technicznych Podstaw Transportu,
- Komitetu Termodynamiki i Spalania – Sekcja Termodynamiki, a w Oddziale PAN w Lublinie przewodniczy Komisji II Podstaw Zastosowań Fizyki i Chemii w Technice i Rolnictwie. Jest również zaangażowany w prace Komisji Fizyki Stosowanej i Techniki (PAN – Oddział w Lublinie) oraz Komisji Motoryzacji (PAN – Oddział w Krakowie).

Ponadto zasiada w Radzie Naukowej Instytutu Transportu Samochodowego w Warszawie, przewodniczy Radzie Naukowej Kwartalnika „Eksploatacja i Niezawodność”, a także należy do Rady Programowej Kwartalnika „Silniki Spalinowe” oraz Polskiego Towarzystwa Tribologicznego.

## Nagrody
Za swą aktywność naukowo-badawczą, dydaktyczną i wdrożeniową otrzymał wiele nagród i wyróżnień, w tym Srebrny Krzyż Zasługi, Nagroda Państwowej Rady ds. Wykorzystania Energii Jądrowej (1972 r.), nagroda Ministra Edukacji Narodowej (2000 r.) oraz nagrody JM Rektora Politechniki Lubelskiej.